# Sinfonia n. 1 (Tippett)
La Sinfonia n. 1 è una sinfonia di Michael Tippett.

## Storia
Tippett cominciò a pensare di scrivere una sinfonia nel 1943 mentre era in prigione. Scrisse già una sinfonia (in si bemolle), ma la bocciò come immatura e troppo influenzata da Sibelius.
La nuova sinfonia fu completata il 25 agosto 1945 ed ebbe la sua prima rappresentazione il 10 novembre 1945 con la Royal Liverpool Philharmonic diretta da Sir Malcolm Sargent.

## Elementi musicali
Tippett stesso disse che la sinfonia era esuberante, invece che raffinata: "... c'è azione ed è estremamente modellata". Dopo un movimento iniziale energico e ritmicamente insistente, l'Adagio è un ostinato misterioso oscuro con variazioni, alla Purcell. Il terzo movimento (Presto) è uno scherzo vigoroso con un trio come una pavana concertato dagli archi. Il finale è una doppia fuga sulla base di due molto differenti, contrastanti soggetti, che Tippett combina poi in un'intricata figurazione contrappuntistica. Al culmine, però, la musica si sgretola, e il lavoro termina in modo del tutto inaspettato.